# Liste des vicomtes d'Agde

## Les vicomtes

### Maison de Béziers
881-897 : Rainard Ier († 897), vicomte de Béziers.
marié à Dida, sœur de Boson, évêque d'Agde de 885 à 898. Père probable de :
- Boson, qui suit,
- Rainard († 933), évêque de Béziers de 906 à 933.

897-920/924 : Boson († 920/924), vicomte de Béziers et d'Agde, fils probable du précédent.
marié à Arsinde. Père probable de :
- Théodon, qui suit,
- Guillaume Ier, qui suivra.

920/4-ap.933 : Théodon, vicomte d'Agde, fils probable du précédent.
en 956 : Guillaume Ier († 956/961), vicomte d'Agde, fils probable de Boson.
père de Rainard II, qui suit.
av.961-969 : Rainard II († 969), vicomte d'Agde, fils du précédent.
marié à Garsinde. Père de Guillaume II, qui suit.
969-993 : Guillaume II († ap.993), vicomte d'Agde, fils du précédent.
marié en premières noces à Ermentrude († 977/990) et père de :
- Garsinde († ap.1029), qui suit.
- Sénégonde, mariée à Richard, vicomte de Millau.

marié en secondes noces à Arsinde
ap. août 993-ap. août 1034 : Garsinde († ap. août 1034), vicomtesse d'Agde, fille aînée du précédent.
mariée en premières noces (avant 1007) à Raymond Roger de Carcassonne († avant avril 1011)
mariée en secondes noces (avant juillet 1013) à Bernard Pelet, seigneur d'Anduze († entre 10 août 1024 et le 18 décembre 1029)

### Maison de Carcassonne
1030-1060 : Pierre Raymond († 1060), comte de Carcassonne, vicomte de Béziers, fils de la précédente.
marié à Rangarde de La Marche
1060-1067 : Roger III († 1067), comte de Carcassonne, vicomte de Béziers, fils du précédent
1067-1099 : Ermengarde († 1099), vicomtesse de Carcassonne et de Béziers, sœur du précédent
mariée à Raymond-Bernard Trencavel († 1074), vicomte d'Albi

### Maison Trencavel
1099-1129 : Bernard Aton IV († 1129), vicomte d'Albi, vicomte de Nîmes, de Béziers et de Carcassonne, fils de la précédente.
marié à Cécile de Provence, fille de Bertrand II († 1150), comte de Provence
1129-1150 : Raimond Trencavel († 1167), vicomte de Béziers et d'Agde (1129-1150), puis vicomte de Carcassonne, Béziers, Albi et Razès, second fils du précédent. En 1150, après avoir hérité de son frère aîné Roger les vicomtés de Carcassonne, Albi et Razès, il cède à son frère cadet Bernard Aton V la vicomté d'Agde à titre de compensation.
marié à une Adélaïde d'origine inconnue, puis à une Saura
1150-1159 : Bernard Aton V († 1159), vicomte de Nîmes (1129-1159) et d'Agde (1150-1159), frère du précédent.
marié à Guillemette de Montpellier, fille de Guilhem VI, seigneur de Montpellier, et de Sibylle.

Famille Trencavel

1159-1214 : Bernard Aton VI, vicomte de Nîmes et d'Agde, fils du précédent.
Il semble qu'il cède ses vicomtés à Simon de Montfort en 1214.

### Maison de Montfort

Maison de Montfort

1214-1218 : Simon de Montfort († 1218), seigneur de Montfort, vicomte d'Albi, de Béziers et de Carcassonne.
marié à Alix de Montmorency, fille de Bouchard IV, seigneur de Montmorency et de Laurette de Hainaut.
1218-1224 : Amaury de Montfort († 1241), comte de Montfort, vicomte d'Albi, de Béziers et de Carcassonne, fils du précédente.
En 1224, il cède ses vicomtés au roi Louis VIII de France qui les rattache au domaine royal.